# Chaco sanjuanina
Chaco sanjuanina är en spindelart som beskrevs av Pablo A. Goloboff 1995. Chaco sanjuanina ingår i släktet Chaco och familjen Nemesiidae. Inga underarter finns listade i Catalogue of Life.